# 锈毛吴茱萸五加
锈毛吴茱萸五加（学名：Eleutherococcus evodiaefolius var. ferrugineus）是五加科五加属吴茱萸五加的变种。分布于中国大陆的广西、贵州、西藏、云南等地，生长于海拔1,300米至3,200米的地区，一般生长在森林中，目前尚未由人工引种栽培。